# Краснополянське газоконденсатне родовище
Краснополянське газоконденсатне родовище — належить до Причорноморсько-Кримської нафтогазоносної області Південного нафтогазоносногу регіону України.

## Опис
Розташоване на Тарханкутському півосторові (Крим) поблизу смт Чорноморське. Приурочене до північної частини Октябрсько-Мілової зони антиклінальних складок південного борту Каркінітсько-Північно-Кримського прогину. Виявлене в 1958 р. Вивчалося в 1964-65 рр. Промислові припливи отримані з газових покладів верх. палеоцену в інтервалі глибин 1065—1081 м. Продуктивними є тріщинуваті вапняки і мергелі нижн. і верхн. палеоцену, розділені 20-метровою глинисто-мергельною перемичкою. Поклад масивно-пластовий. Колектори тріщинно-порові з малою проникністю. Запаси забалансові. В 1994 р. виконано проект розробки родовища для місцевих потреб. Запаси газу початкові видобувні категорій А+В+С1 — 400 млн м³.